# Spilosoma sericipennis
Spilosoma sericipennis là một loài bướm đêm thuộc phân họ Arctiinae, họ Erebidae.